# Gigantophis garstini
Gigantophis garstini és una espècie extinta de serps, l'única del gènere Gigantophis. El seu nom significa 'serp gegant de Garstin'.
Com el seu nom ho indica, aquesta és la segona serp més grossa de tots els temps, només superada per la Titanoboa cerrejonensis, alguns exemplars feien més de 10 metres de llarg, dos metres més que l'anaconda verda o la pitó reticulada.
Malgrat la seva grandària, encara quin era el seu hàbitat. S'especula que era una serp marina, altres terrestre. No obstant això, s'ha suggerit que, igual que l'anaconda, podia haver estat una habitant dels aiguamolls, buscant preses que possiblement siguin de la grandària d'una gasela gran o una vaca.
S'ha discutit també si aquesta serp va tenir membres posteriors (però no esperons com els que posseeixen les boes i pitons).